# Quỷ nhập tràng
Quỷ nhập tràng (Chữ Hán: 鬼入床) là một quan niệm lưu truyền trong dân gian kể về hiện tượng người chết trong lúc khâm liệm thì sống dậy và có những hành động khó hiểu. Những câu chuyện về quỷ nhập tràng thường gắn liền với con mèo đen hay còn gọi là linh miêu, truyền thuyết kể rằng khi người chết chưa được khâm liệm mà một con mèo màu đen nhảy qua xác chết thì sẽ làm cái xác chết vùng dậy.

## Những lý giải khoa học
Theo khoa học chuyện về quỷ nhập tràng do người dân phóng đại lên, có thể là do chết lâm sàng hoặc tác động của hiệu ứng điện từ,
Ở trạng thái chết lâm sàng, người chết sẽ có hiện tượng tim ngừng đập, não ngừng hoạt động, tuy nhiên không hẳn là đã chết mà là đang ở trạng thái giữa sự sống và cái chết, ở trạng thái này, các tế bào trong cơ thể vẫn còn sống, tuy nhiên khi đó người nhà kết luận người thân đã chết, người chết lâm sàng có thể bất chợt tỉnh dậy, từ đó nhiều người phóng đại từ những câu chuyện chết lâm sàng sang chuyện quỷ nhập tràng,
Còn việc mèo đen nhảy qua xác người chết, người chết bỗng nhiên ngồi dậy là do hấp lực của luồng điện dương (của các cơ thể sống) đối với nguồn điện âm chưa kịp tan hết (của thi thể người vừa mới qua đời) đây là cảm ứng điện từ. Luồng điện dương này không nhất thiết là của mèo đen, mà có thể là của một người bình thường. Đây là trường hợp rất hiếm xảy ra.